# Залізнична платформа 2997 км Мошкар
Мошкар (рос. Мошкарь) — населений пункт (тип: залізнична платформа) у Барабінському районі Новосибірської області Російської Федерації.
Входить до складу муніципального утворення Устянцевська сільрада. Населення становить 15 осіб (2010).

## Історія
Згідно із законом від 2 червня 2004 року органом місцевого самоврядування є Устянцевська сільрада.

## Населення
| 2002 | 2007 | 2010 |
| ---- | ---- | ---- |
| 27   | ↘20  | ↘15  |